# Imellom to evigheter
Imellom to evigheter är ett musikalbum med Finn Kalvik, utgivet 2000 av skivbolaget DaWorks.

## Låtlista
1. "Imellom to evigheter" – 3:43
2. "Tilbake til meg selv" – 3:15
3. "Kjærlighet er enøyd" (Finn Kalvik/Tomas Siqveland) – 4:08
4. "Trøstevise" (Finn Kalvik/Benny Andersson/CajsaStina Åkerström) – 4:13
5. "Langsomt brenner lyset ned" – 3:55
6. "Kom sett deg ned" – 3:55
7. "To skritt fram" – 3:40
8. "Sjøl om jeg kanskje såra deg iblant" (Tom Paxton/Finn Kalvik) – 3:12
9. "Tusen og en natt" – 3:10
10. "Bare månen" – 4:18

- Samtliga låtar skrivna av Finn Kalvik där inget annat anges.

## Medverkande
Musiker
- Finn Kalvik – sång, gitarr
- Stein Berge Svendsen – keyboard, programmering
- Tomas Siqveland – mandolin, keyboard, programmering
- Børge Petersen-Øverleir – gitarr
- CajsaStina Åkerström – sång, körsång
- Marian Lisland, Marianne Bondevik, Elias Muri – körsång

Produktion
- Stein Berge Svendsen – musikproducent, ljudtekniker
- Tomas Siqveland – musikproducent, ljudtekniker, ljudmix
- Finn Kalvik – musikproducent
- Henrik Jonsson, Mikkel Schille – mastering
- Jørn Dalchow – omslagsdesign
- Vebjørn Sand – omslagskonst
- Bjørn Ekeberg, Michael Olsson – fotograf